# Chileväxtmejare
Chileväxtmejare (Phytotoma rara) är en fågel i familjen kotingor inom ordningen tättingar.

## Utbredning och systematik
Fågeln förekommer i centrala och södra Chile och Argentina samt i Falklandsöarna. Den behandlas som monotypisk, det vill säga att den inte delas in i några underarter.

## Status
IUCN kategoriserar arten som livskraftig.